# Tildia
Tildia is een Afrotropisch geslacht van vlinders van de familie van de Nymphalidae uit de onderfamilie van de Heliconiinae.

## Soorten
- Tildia acara (Hewitson, 1865)
- Tildia anemosa (Hewitson, 1865)
- Tildia barberi (Trimen, 1881)
- Tildia chilo (Godman, 1880)
- Tildia hypoleuca (Trimen, 1898)
- Tildia oscari (Rothschild, 1902)
- Tildia pseudolycia (Butler, 1874)
- Tildia rabbaiae (Ward, 1873)
- Tildia trimeni (Aurivillius, 1899)
- Tildia turna (Mabille, 1877)
- Tildia welwitschii (Rogenhofer, 1892)
- Tildia zetes (Linnaeus, 1758)
- Tildia zonata (Hewitson, 1877)